# Scaptodrosophila aurochaeta
Scaptodrosophila aurochaeta är en tvåvingeart som först beskrevs av Bock 1984.  Scaptodrosophila aurochaeta ingår i släktet Scaptodrosophila och familjen daggflugor. Inga underarter finns listade i Catalogue of Life.